# Bahnstrecke Münster–Rheine
| Streckennummer (DB): | 2931                  |                                             |                                             |
| Kursbuchstrecke (DB): | 410                   |                                             |                                             |
| Kursbuchstrecke: | 195 (1934) 223 (1946) |                                             |                                             |
| Streckenlänge: | 39 km                 |                                             |                                             |
| Spurweite: | 1435 mm (Normalspur)  |                                             |                                             |
| Stromsystem: | 15 kV 16,7 Hz ~       |                                             |                                             |
| Streckengeschwindigkeit: | 140 km/h              |                                             |                                             |
| Zweigleisigkeit: | durchgehend           |                                             |                                             |
| |                       |                                             |                                             |
| \| \| \| von Emden und von Almelo \| \| \| \| \| von Spelle \| \| \| \| \| von Ochtrup \| \| \| \| 208,9 \| Rheine \| Rheine \| \| \| \| nach Osnabrück \| \| \| \| \| Rheine Rbf \| \| \| \| \| nach Dorsten \| \| \| \| 202,0 \| Rheine-Mesum \| Rheine-Mesum \| \| \| 195,5 \| Emsdetten \| Emsdetten \| \| \| 193,2 \| Emsdetten Stadt (Anst) \| Emsdetten Stadt (Anst) \| \| \| 190,6 \| Reckenfeld \| Reckenfeld \| \| \| 185,2 \| Greven \| Greven \| \| \| \| Bundesautobahn 1 \| \| \| \| 179,6 \| Münster-Sprakel \| Münster-Sprakel \| \| \| \| Strecke von Enschede \| \| \| \| 173,1 \| Münster Zentrum Nord (betriebl. Nevinghoff) \| Münster Zentrum Nord (betriebl. Nevinghoff) \| \| \| \| von Hamburg \| \| \| \| \| von Rheda-Wiedenbrück \| \| \| \| 170,3 \| Münster (Westf) Hbf \| Münster (Westf) Hbf \| \| \| \| nach Lippstadt \| \| \| \| \| nach Coesfeld \| \| \| \| \| nach Wanne-Eickel \| \| \| \| \| nach Lünen \| \| \| \| \| nach Hamm \| \| \| \| \| \| \| \| Quellen: [1][2] \| \| \| \| |                       |                                             |                                             |
| Strecke |                       | von Emden und von Almelo                    | von Emden und von Almelo                    |
| Abzweig geradeaus und von links |                       | von Spelle                                  | von Spelle                                  |
| Abzweig geradeaus und ehemals von rechts |                       | von Ochtrup                                 | von Ochtrup                                 |
| Bahnhof | 208,9                 | Rheine                                      | Rheine                                      |
| Abzweig geradeaus, nach links und ehemals von links |                       | nach Osnabrück                              | nach Osnabrück                              |
| ehemaliger Dienststation / Betriebs- oder Güterbahnhof |                       | Rheine Rbf                                  | Rheine Rbf                                  |
| Abzweig geradeaus und ehemals nach rechts |                       | nach Dorsten                                | nach Dorsten                                |
| Haltepunkt / Haltestelle | 202,0                 | Rheine-Mesum                                | Rheine-Mesum                                |
| Bahnhof | 195,5                 | Emsdetten                                   | Emsdetten                                   |
| Blockstelle | 193,2                 | Emsdetten Stadt (Anst)                      | Emsdetten Stadt (Anst)                      |
| Bahnhof | 190,6                 | Reckenfeld                                  | Reckenfeld                                  |
| Bahnhof | 185,2                 | Greven                                      | Greven                                      |
| Strecke mit Straßenbrücke |                       | Bundesautobahn 1                            | Bundesautobahn 1                            |
| Haltepunkt / Haltestelle | 179,6                 | Münster-Sprakel                             | Münster-Sprakel                             |
| Abzweig geradeaus und von rechts |                       | Strecke von Enschede                        | Strecke von Enschede                        |
| Bahnhof | 173,1                 | Münster Zentrum Nord (betriebl. Nevinghoff) | Münster Zentrum Nord (betriebl. Nevinghoff) |
| Abzweig geradeaus und von links |                       | von Hamburg                                 | von Hamburg                                 |
| Abzweig geradeaus und von links |                       | von Rheda-Wiedenbrück                       | von Rheda-Wiedenbrück                       |
| Bahnhof | 170,3                 | Münster (Westf) Hbf                         | Münster (Westf) Hbf                         |
| Abzweig geradeaus und nach links |                       | nach Lippstadt                              | nach Lippstadt                              |
| Abzweig geradeaus und nach rechts |                       | nach Coesfeld                               | nach Coesfeld                               |
| Abzweig geradeaus und nach rechts |                       | nach Wanne-Eickel                           | nach Wanne-Eickel                           |
| Abzweig geradeaus und nach rechts |                       | nach Lünen                                  | nach Lünen                                  |
| Strecke |                       | nach Hamm                                   | nach Hamm                                   |
| |                       |                                             |                                             |
| Quellen: |                       |                                             |                                             |

Die Bahnstrecke Münster–Rheine ist eine zweigleisige, elektrifizierte Hauptbahn in Nordrhein-Westfalen. Sie verläuft von Münster nach Rheine.
Sie wurde von der vom preußischen Staat finanzierten Königlich-Westfälischen Eisenbahn-Gesellschaft (KWE) gebaut.

## Geschichte
Die KWE hatte in den 1850er Jahren zunächst ihre Stammstrecke von Hamm nach Warburg errichtet. Nachdem sie dann 1855 die Münster-Hammer Eisenbahn-Gesellschaft samt ihrer Bahnstrecke nach Münster übernommen hatte, baute sie diese weiter Richtung Norden nach Rheine.
Mit der Eröffnung ihrer Strecke am 23. Juni 1856 bekam sie im Bahnhof Rheine Anschluss an die zur gleichen Zeit eingeweihte Hannoversche Westbahn und über die Emslandstrecke Zugang zum Nordseehafen in Emden.
Gut zehn Jahre später erreichte auch die Rheinische Eisenbahn-Gesellschaft beim Bau ihrer Nordseestrecke von Duisburg Hauptbahnhof nach Quakenbrück den Bahnhof Rheine und machte diesen damit endgültig zu einem wichtigen Eisenbahnknoten in Nord-West-Deutschland.
Die Elektrifizierung der Bahnstrecke wurde mit einem Sonderzug von Münster nach Rheine am 29. September 1972 abgeschlossen. Ab dem 1. Oktober 1972 wurde mit Beginn des Winterfahrplans der elektrische Planbetrieb aufgenommen.

## Ausbau
Im Rahmen der Bahnsteigmodernisierung in Rheine wurde das stillgelegte Gleis 8 samt Bahnsteigkante wieder reaktiviert. Durch diese Maßnahme soll die Kapazität im Bahnhof Rheine erhöht werden, wodurch die Fahrplankonflikte zwischen Fern- und Nahverkehr reduziert werden. Durch diese Maßnahme kann die Regional-Express-Linie RE 7 ab Dezember 2015 wieder stündlich nach Rheine fahren. Täglich nutzen mehr als 16.100 Reisende die Züge auf der Strecke.
Der Zweckverband Nahverkehr Westfalen-Lippe (NWL) schreibt in seinem Nahverkehrsplan, dass die Schienenanbindung des Flughafens Münster/Osnabrück geprüft werden soll. Eine Variante sieht dabei einen Neubauabschnitt vor, der von der Strecke Münster–Rheine abzweigt und über Weichenverbindungen aus Richtung Münster und Rheine angefahren werden kann. Außerdem fordert der Zweckverband die Einrichtung einer zusätzlichen Bahnsteigkante in Münster Zentrum-Nord und die Einrichtung eines Gleiswechselbetriebes im Abschnitt Münster Hauptbahnhof und Münster Zentrum Nord. Durch diese Maßnahmen soll die Kapazität des stark ausgelasteten Abschnitts gesteigert werden. Dies führt zusammen mit der höhengleichen Streckenausfädelung nach Enschede dazu, dass einige Regionalbahnen nicht in Münster Zentrum Nord halten können. Der geforderte zusätzliche Bahnsteig und das weitere Gleis am Bahnhof Münster Zentrum Nord wurden am 7. Mai 2018 eingeweiht und sollen zukünftig einen Halbstundentakt ermöglichen.

## Bedienung

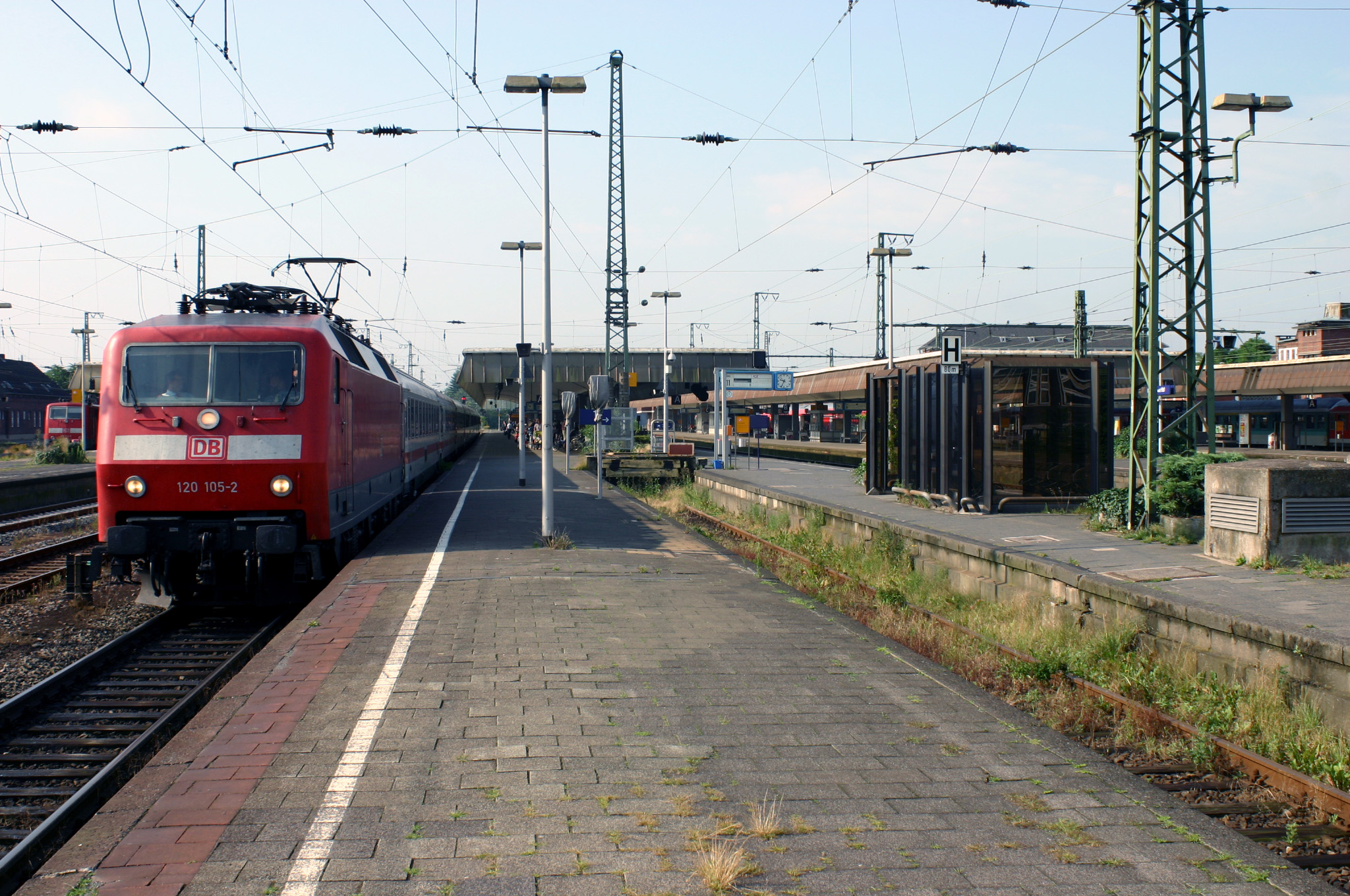
IC 2333 verlässt Münster in Richtung Norddeich Mole

### Fernverkehr
Im Schienenpersonenfernverkehr fahren zweistündlich Intercity der Linie 35 von Norddeich Mole bzw. Emden Außenhafen über Emden, Rheine, Münster, Wanne-Eickel, Gelsenkirchen, Oberhausen, Duisburg, Düsseldorf, Köln, Bonn, Remagen und Andernach nach Koblenz. Einzelne Züge verkehren weiter über Mainz, Mannheim und Heidelberg nach Stuttgart oder Konstanz.

### Regionalverkehr
Im Schienenpersonennahverkehr wird die Strecke in kompletter Länge bzw. auf dem Abschnitt zwischen Münster Hauptbahnhof und Münster Zentrum Nord von folgenden Regional-Express- und Regionalbahn-Linien bedient:
| Linie | Name bzw. Zuglauf | Takt                                                             |
| ----- | --- | ---------------------------------------------------------------- |
| RE 7  | Rhein-Münsterland-Express: Rheine – Emsdetten – Greven – Münster Hbf – Münster-Hiltrup – Drensteinfurt – Hamm (Westf) Hbf – Bönen – Unna – Holzwickede – Schwerte – Hagen Hbf – Ennepetal (Gevelsberg) – Schwelm – Wuppertal-Oberbarmen – Wuppertal Hbf – Solingen Hbf – Opladen – Köln Messe/Deutz – Köln Hbf – Dormagen – Neuss Hbf – Meerbusch-Osterath – Krefeld-Oppum – Krefeld Hbf Stand: Fahrplanwechsel Dezember 2023 | 60 min                                                           |
| RE 15 | Emsland-Express: (Emden Außenhafen –) (nur bei Schiffsverkehr) Emden Hbf – Leer (Ostfriesl) – Papenburg (Ems) – Aschendorf – Dörpen – Lathen – Haren (Ems) – Meppen – Geeste – Lingen (Ems) – Leschede – Salzbergen – Rheine – (Rheine-Mesum –)* Emsdetten – (Reckenfeld –)* Greven (← (Münster Zentrum Nord –)* Münster (Westf) Hbf * nur einzelne Züge Stand: Fahrplanwechsel Dezember 2023                                 | 60 min                                                           |
| RB 63 | Baumberge-Bahn: Coesfeld (Westf) – Coesfeld Schulzentrum – Lutum (stündlich) – Billerbeck – Havixbeck – Münster-Roxel – Münster-Mecklenbeck – Münster (Westf) Hbf (– Münster Zentrum Nord) (nur wochentags) Stand: Fahrplanwechsel Dezember 2023 | 60 min 30 min (Coesfeld–Münster Hbf wochentags)                  |
| RB 64 | Euregio-Bahn: Enschede – Enschede De Eschmarke – Glanerbrug – Gronau (Westf) – Ochtrup – Metelen Land – Steinfurt-Burgsteinfurt – Steinfurt-Grottenkamp – Steinfurt-Borghorst – Nordwalde – Altenberge – Münster-Häger – Münster Zentrum Nord – Münster (Westf) Hbf Stand: Fahrplanwechsel Dezember 2021 | 60 min 30 min (Burgsteinfurt–Münster nachmittags an Wochentagen) |
| RB 65 | Ems-Bahn: Rheine – Rheine-Mesum – Emsdetten – Reckenfeld – Greven – Münster-Sprakel – Münster Zentrum Nord – Münster (Westf) Hbf Stand: Fahrplanwechsel Dezember 2021 | 60 min 25/35 min (HVZ)                                           |

Durch verschiedene europaweite Ausschreibungen gibt es seit Dezember 2015 deutliche Veränderungen bei den Nahverkehrslinien. Seit dem Fahrplanwechsel im Dezember 2015 betreibt National Express die Linie RE 7. Das Unternehmen übernahm die Linie von DB Regio und setzt neue Fahrzeuge vom Typ Bombardier Talent 2 ein. Mit der Betriebsaufnahme wurde zwischen Münster und Rheine wieder ein Stundentakt eingeführt, der im Jahr 2006 aufgrund von fahrplantechnischen Problemen mit nachfolgenden Intercitys auf einen Zweistundentakt ausgedünnt werden musste.
Ebenfalls im Dezember 2015 übernahm die Westfalenbahn den Betrieb der Linie RE 15 zwischen Münster und Emden von DB Regio und setzt neue Fahrzeuge vom Typ Stadler FLIRT ein.
Außerdem konnte sich die eurobahn den Betrieb der Linien RB 65 und RB 68 im Rahmen der Ausschreibung des Teutoburger Wald-Netz für 15 Jahre sichern. Das Unternehmen übernimmt zum Fahrplanwechsel im Dezember 2017 den Betrieb von der Westfalenbahn und setzt Fahrzeuge vom Typ Stadler FLIRT ein. Mit dem Fahrplanwechsel im Dezember 2015 wurde die Linie RB 68 mit der Linie RB 65 verschmolzen, sodass nur noch eine Regionalbahn-Linie zwischen Münster und Rheine verkehrt, diese dafür aber unter der Woche auf einen Halbstundentakt verdichtet.